# 세라 매클라우드
세라 매클라우드(Sarah McLeod, 1971년 7월 18일 ~ )는 뉴질랜드의 배우이다.

## 출연 작품
- 위어 히어 투 헬프 (2007)
- 아메리카 넥스트 톱 모델 (2003)
- 반지의 제왕: 왕의 귀환 (2003)
- 포가튼 실버 (1996)
- 쇼틀랜드 스트리트 (1992)